# بنتونویل (ویرجینیا)
بنتونویل (به انگلیسی: Bentonville) یک منطقهٔ مسکونی در ایالات متحده آمریکا است که در شهرستان وارن، ویرجینیا واقع شده‌است. بنتونویل ۲۲۷٫۹۹ متر بالاتر از سطح دریا واقع شده‌است.